# Аутостоперски водич кроз галаксију (роман)
Аутостоперски водич кроз галаксију (енгл. The Hitchhiker's Guide to the Galaxy) је прва књига научнофантастично-хумористичке „трилогије од пет књига” Аутостоперски водич кроз галаксију аутора Дагласа Адамса, где је шесту књигу написао Овен Колфер. Роман је адаптација прва четири дела Адамсове истоимене радио-серије, усредсређен на авантуре јединог човека који је преживео уништење Земље; док лута свемиром, открива истину иза постојања Земље. Роман је први пут објављен у Лондону 12. октобра 1979. године. У прва три месеца продат је у 250.000 примерака.
Име романа се односи на фикционални Аутостоперски водич кроз галаксију, водич за аутостопере (инспирисан Аутостоперским водичем кроз Европу) написан у облику енциклопедије.

## Радња
Роман почиње уводом који описује људску расу као примитивну и дубоко несрећну врсту, док представља и Аутостоперски водич кроз галаксију који пружа информације о свакој планети у галаксији. Земљанин Артур Дент буди се у свом дому у Вест Кантрију у Енглеској и открива да локални савет за планирање покушава да сруши његову кућу како би изградио обилазницу и одлучује да легне испред булдожера да би их зауставио. Његов пријатељ Форд Префект убеђује главног бирократу, господина Просера, да легне испред булдожера уместо Артура како би он могао да одведе Артура у локални паб. Грађевинска екипа ипак почиње да руши кућу, али престаје када флота ванземаљских свемирских бродова стигне на Земљу неоткривена од стране људских свемирских агенција. Вогони, бешћутна раса државних службеника који управљају овом флотом, објављују да су дошли да сруше Земљу како би направили места за хиперсвемирски брзи пут и одмах уништили планету. Форд и Артур преживљавају када стопирају један свемирски брод, на Артурово изненађење. Форд открива Артуру да је ванземаљски истраживач за Аутостоперски водич кроз галаксију, са мале планете у близини Бетелгеза који се већ 15 година представљао као незапослени глумац из Гилфорда, и да су због њега успели да стопирају ванземаљски брод. Брзо их откривају Вогони, који их муче тако што их терају да слушају њихову поезију, а затим их избацују из ваздушне коморе.
У међувремену, Запход Библброкс, Фордов „полурођак” и председник Галаксије, краде свемирски брод Златно срце на његовом откривању са својом људском сапутницом Трилијан. Златно срце ради на принципу „погона бесконачне невероватноће” који му омогућава да тренутно путује до било које тачке у свемиру истовремено пролазећи кроз сваку тачку у универзуму одједном. Међутим, погон бесконачне невероватноће има споредни ефекат изазивања немогућих случајности у физичком универзуму. Један од ових невероватних догађаја се дешава када Артура и Форда спаси Златно срце током путовања користећи погон бесконачне невероватноће. Запход води своје путнике — Артура, Форда, депресивног робота по имену Марвин и Трилијан — на легендарну планету познату као Магратеа. Речено је да је Магратеа била планета чији су се становници специјализовали за прављење планета за друге, али да су нестали након што су постали толико богати да је остатак галаксије постао сиромашан. Иако Форд у почетку сумња да планета Магратеа уопште постоји, планетарни компјутери им шаљу поруке упозорења да оду пре него што испале две нуклеарне ракете на Златно срце. Артур их ненамерно спашава тако што непрописно активира погон бесконачне невероватноће, због чега Златно срце остане на Магратеи и чини да се пројектили трансформишу у кита уљешуру и саксију петунија. Кит, који безуспешно покушава да открије смисао свог постојања док пада на површину, својим ударом отвара пролаз под земљом. Док брод слеће, Трилијанини љубимци мишеви Френки и Бенџи беже.
На Магратеи, Запход, Форд и Трилијан се спуштају у унутрашњост планете, остављајући Артура и Марвина изван. Артура среће становник Магратее, човек по имену Слартибартфаст, који објашњава да су Магратејци спавали док су чекали крај економске рецесије. Магратејци су се привремено пробудили како би реконструисали другу верзију Земље коју су наручили мишеви, који су у ствари били најинтелигентнија врста на Земљи. Слартибартфаст доводи Артура у постројење за изградњу планета и показује Артуру да је у далекој прошлости раса „хиперинтелигентних, пан-димензионалних бића” створила суперкомпјутер по имену Дубока Мисао да одреди одговор на „Крајње питање живота, универзума, и свега”. Два филозофа која су представљала трговинско удружење, Маџиктиз и Врумфондел, су дошла и пожалила се да ће компјутер уклонити несигурност и окончати њихов посао, те су захтевали његово деактивирање. Међутим, Дубока Мисао је открио да ће бити потребно 7,5 милиона година да се доврше његови прорачуни и резоновао је да би за то време могли да се расправљају о томе шта ће одговор бити. Седам и по милиона година касније, потомци филозофа су питали Дубоку Мисао за одговор на ултимативно питање, само да би компјутер објавио да је то број 42 − одговор који није имао смисла. Дубока Мисао је потом објаснио својим креаторима да одговор нема смисла за њих јер нису знали шта је уопште било „Крајње питање”, па је предложио да се дизајнира још моћнији компјутер да би се утврдило које је то Коначно питање. Овај компјутер је заправо била планета Земља, коју су конструисали Магратејци, и пет минута га је делило од завршетка свог задатка и одгонетања Крајњег питања када су га Вогони уништили. Хиперинтелигентна супербића су учествовала у програму као мишеви, изводећи експерименте на људима, док су се претварали да људи заправо експериментишу на њима.
Слартибартфаст води Артура да види своје пријатеље, који су на гозби коју приређују мишеви, Трилијанини љубимци. Они одбацују идеју о изградњи нове Земље како би процес започели изнова, јер сматрају да Артуров мозак вероватно садржи Крајње питање, тако да нова Земља неће бити потребна. Они нуде да купе Артуров мозак, што доводи до свађе када он одбије. Запход спасава Артура, али полиција са планете Благулон Капа стиже да ухапси Запхода. Полиција сатера Запхода, Артура, Форда и Трилијан, а ситуација изгледа очајна јер су заробљени иза компјутерског блока који ће експлодирати од полицијске пуцњаве. Међутим, полицајци изненада умиру када им систем за одржавање живота дође до кратког споја. Сумњичав, Форд открива на површини да је Марвину постало досадно и да је објаснио свој поглед на универзум полицијском свемирском броду, наводећи га да изврши самоубиство. Њих петоро напуштају Магратеу и одлучују да оду у Ресторан на крају васељене.

## Адаптације

### Телевизија
Популарност радио-серије довела је до телевизијске серије од шест епизода, коју је режирао и продуцирао Алан Џ. В. Бел, која је први пут емитована на каналу BBC 2 у јануару и фебруару 1981. године. У серији су се појавили многи глумци из радио-серије. Друга сезона је у једном тренутку била планирана, са причом заснованом на Адамсовом напуштеном пројекту Доктор Ху и људи Крикита (уместо екранизације друге радио-серије). Међутим, Адамс је ушао у спор са BBC-јем, а друга сезона никада није снимљена. Елементи пројекта Доктор Ху и људи Крикита су уместо тога коришћени у трећем роману, Живот, васељена и све остало.
Главна глумачка постава била је иста као у оригиналној радио-серији, с тим што је Дејвид Диксон преузео улогу Форда Префекта од Џефрија Макгиверна, док је Сандра Дикинсон тумачила Трилијан уместо Сузан Шеридан.

### Филм
Аутостоперски водич кроз галаксију је адаптиран у истоимени филм у режији Гарта Џенингса, који је објављен 28. априла 2005. у Уједињеном Краљевству, Аустралији и Новом Зеланду, а следећег дана у Сједињеним Државама и Канади. Добио је углавном позитивне критике и зарадио је преко 100 милиона долара широм света.

## Пријем
Грег Костикјан је рецензирао Аутостоперски водич кроз галаксију у часопису Ares, где је прокоментарисао да је: „Роман написан са врхунском енглеском духовитошћу, далеко духовитијом од било ког америчког ситкома”. The Pequod је књигу оценио са 9,5 (од 10,0) и назвао ју је „генијалном глупом научнофантастичном сатиром... Можда то не значи много, али шале свеједно долазе брзо и жестоко, а огромно културно наслеђе књиге („Не паничите” итд.) показало се као добро заслужено”.